# Lorenzo hurrikán (2019)
A Lorenzo hurrikán a valaha volt legkeletebbre kialakuló 5-ös erősségű ciklon volt 2019 szeptemberében az Atlanti-óceánon, valamint ez volt az a ciklon, amely a legtöbb időt töltötte a jelentősebb ("major") hurrikán státuszban a 45° szélességi foktól keletre. Lorenzo áthaladt az Azori-szigeteken,  Madeirán és Írországon, valamint az Egyesült Királyságon. Lorenzo a szezon tizenharmadik rendszere, tizenkettedik elnevezett vihara, ötödik hurrikánja, harmadik jelentősebb ("major") hurrikánja, és már a második 5-ös kategóriájú hurrikánja.

## Meteorológiai lefolyás

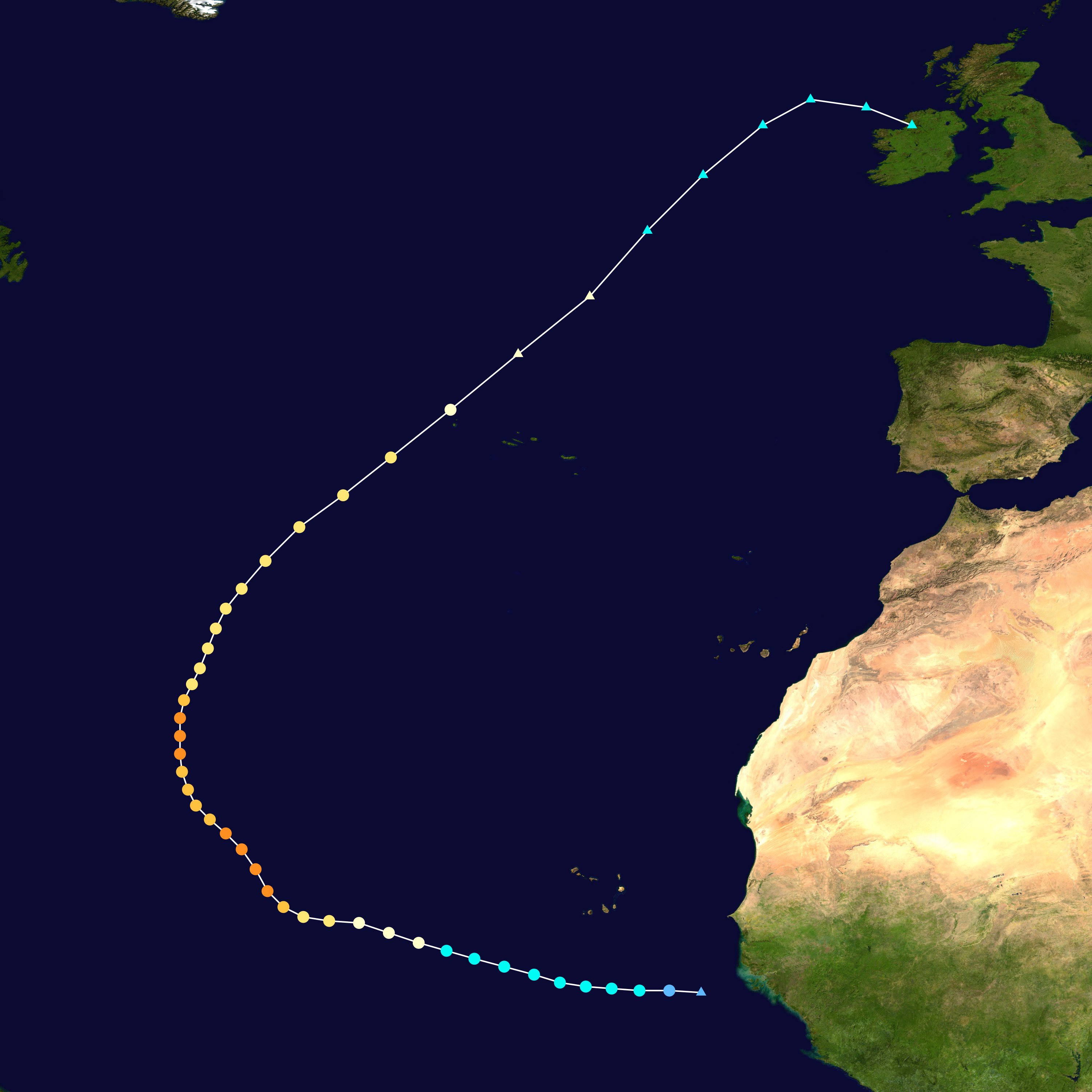

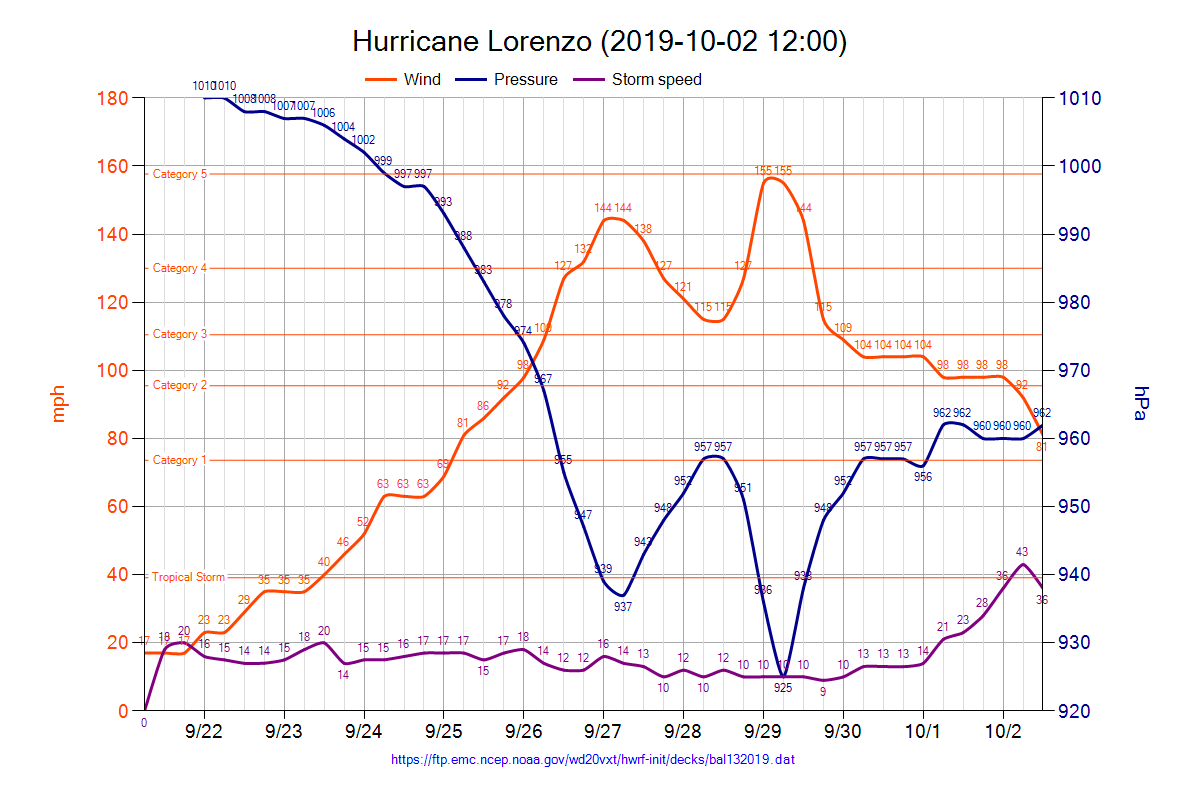

## Áldozatok és károk
A Lorenzo útjába egy hajó keveredett, amely elsüllyedt az eső és hullámok hatására. 14-en voltak a fedélzeten, 3 embert kimentettek, 11-et továbbra is kerestek, de 4 embert a fedélzetről halottnak nyilvánítottak október 2-tól. Észak-Írországban egy ember halt meg, mert rádőlt egy fa.

## Fordítás
Ez a szócikk részben vagy egészben  a   Hurricane Lorenzo (2019) című angol Wikipédia-szócikk fordításán alapul.  Az eredeti cikk szerkesztőit annak laptörténete sorolja fel. Ez a jelzés csupán a megfogalmazás eredetét és a szerzői jogokat jelzi, nem szolgál a cikkben szereplő információk forrásmegjelöléseként.